# Université de Rijeka
L'université de Rijeka (en croate : Sveučilište u Rijeci) est une université se trouvant dans la ville de Rijeka, en Croatie, avec des facultés dans les villes des régions de Primorje, Istrie et Lika.
L'université de Rijeka est composée de onze facultés, d'une académie d'art, de deux départements, de bibliothèques universitaires et du Centre étudiant de Rijeka (SCRI).

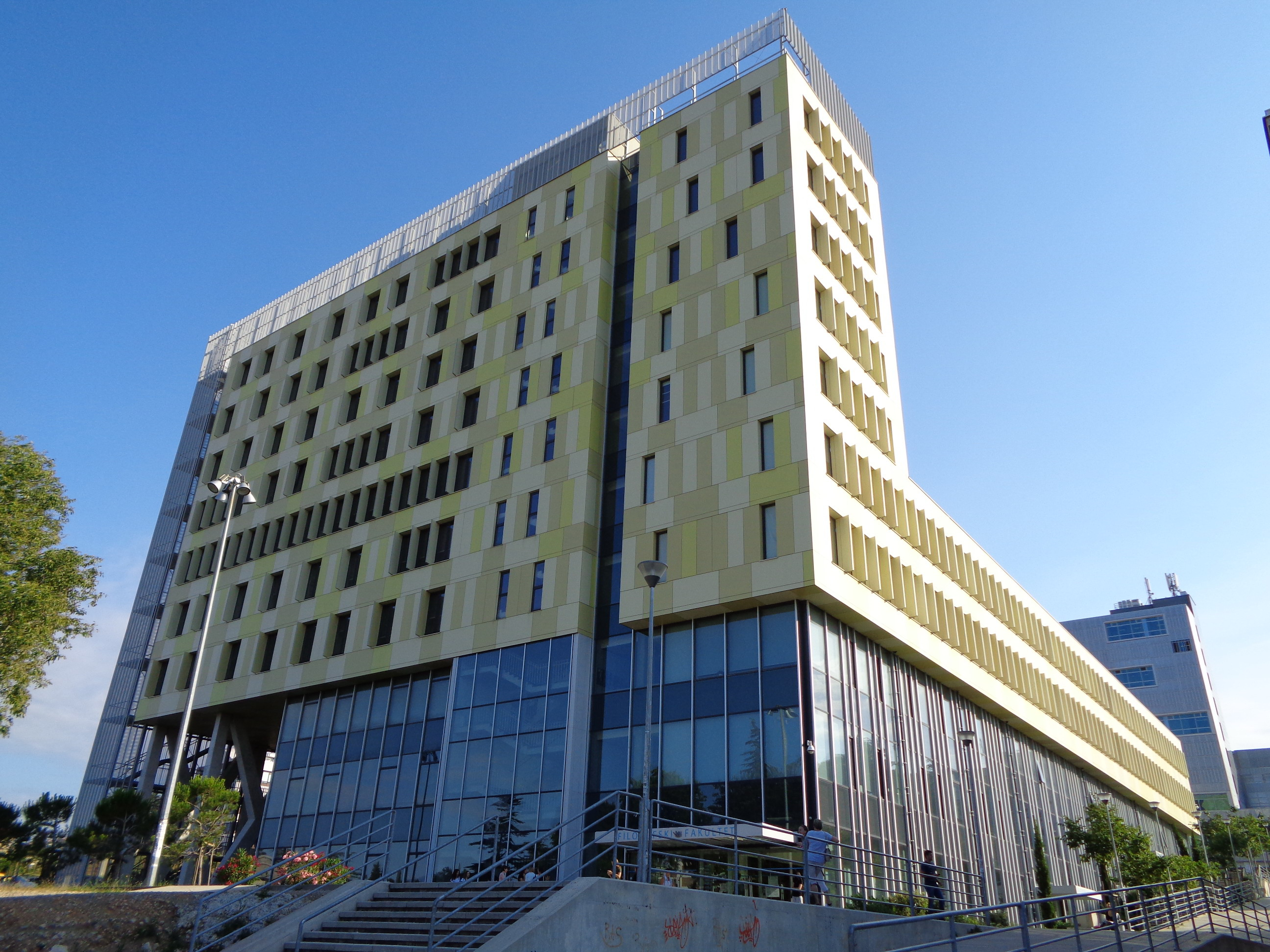
Bâtiment de la Faculté de Philosophie

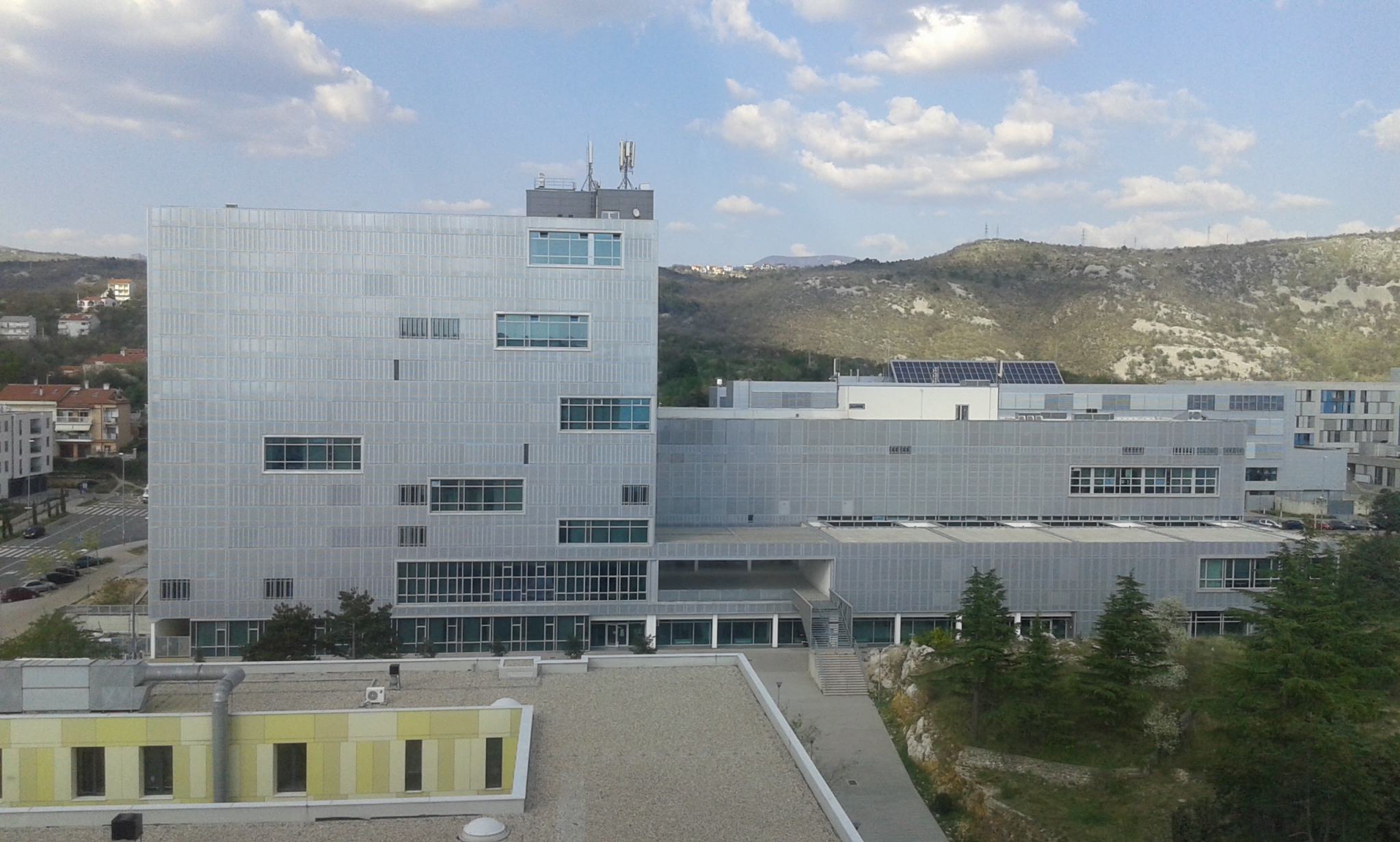
Bâtiment du Département de Mathématiques, Informatique et Physique

## Classements internationaux
L'université n'est pas classée par QS, classée 1 066e par USN et 1 329e par CWUR. Elle n'est pas répertoriée pour THE.